# 九龍海戰
九龍海戰是1839年9月發生在九龍半島的一場英国和清朝之間的小衝突。这场小规模的冲突是第一次鸦片战争中的第一次武装冲突。
由於當時林維喜在尖沙咀与英美水手一場衝突中身亡，清廷下令对英国人社区实施食品销售禁运以迫使英国交出罪犯。英國船长查理·义律無視清廷糧食禁運，駕駛独桅纵帆船路易莎號航行到九龙供應糧食，同行的還有Pearl號双桅纵帆船和窩拉疑號巡防艦的大舢板。結果他们遇到了三艘清廷帆船阻攔，查理·义律通過翻譯郭士立提出要求，允许他们能向九龍的英國人供應食品。经过数小时的溝通，他发出了最后通牒：如果清朝方面還不允許，清廷的船隻將會被擊沉。由於清廷始終不同意，因此英国人開始朝清朝帆船开火。英國船隻一度因彈藥不足而暫時撤退並遭到清廷船隻追趕，但英国人在补充弹药后重新与清廷船只交战，而清廷船隻也不得不暫時撤退至先前位置。

## 背景
1839年7月7日，來自怡和洋行以及其他英美船隻的水手來到九龙。他們喝了酒後在尖沙咀村鬥毆，並將當地一名村民林維喜打死。7月15日，英國駐華商務總監查理·义律悬赏200銀圓搜尋鬥毆主要負責人，悬赏100銀圓搜尋鬥毆煽動者。他还给了受害者家庭1500銀圓的补偿。
清廷欽差大臣林则徐則要求将罪犯移交給清廷處置。8月12日，查理·义律根据1833年《国会法案》，在維多利亞港设立了法院，他本人擔任法官，商人擔任陪审团。两名男子被判犯有骚乱罪，每人被罚款15英镑，并被判处三个月的劳作，而另外三人被判犯有殴打和骚乱罪，每人被罚款25英镑，并被判处六个月徒刑。查理·义律邀请林則徐派观察员參與审判，但林並没有派人来。也没有任何一名罪犯移交给滿清，林因此非常不满。他认为查理·义律的法院是对滿清主权的侵犯。
8月15日，林发布了一项法令，禁止向英国人出售食品。8月24日，葡萄牙駐澳门总督阿德里亚奥·阿卡西奥·达席尔维拉·平托宣布，清廷已命令他将英军从澳門驱逐出境。他向英国宝顺洋行的颠地發出警告，说清廷计划夺取澳门的英国人住所。8月25日，前警长约翰·阿斯特尔（John Astell）向查理·义律提议，所有英国船只都应撤离香港。到月底，搭載2,000人的60多艘船来到香港港口，他們已没有新鲜的食物或水。这些船上有欧洲商人，Lascar人和数十个英国家庭。8月30日，亨利·史密夫駕駛著拥有28门大炮的窩拉疑號巡防艦來到香港。查理·义律警告九龙官员，如果继续对英國人实施食品禁运，滿清肯定会有麻烦。

## 战斗

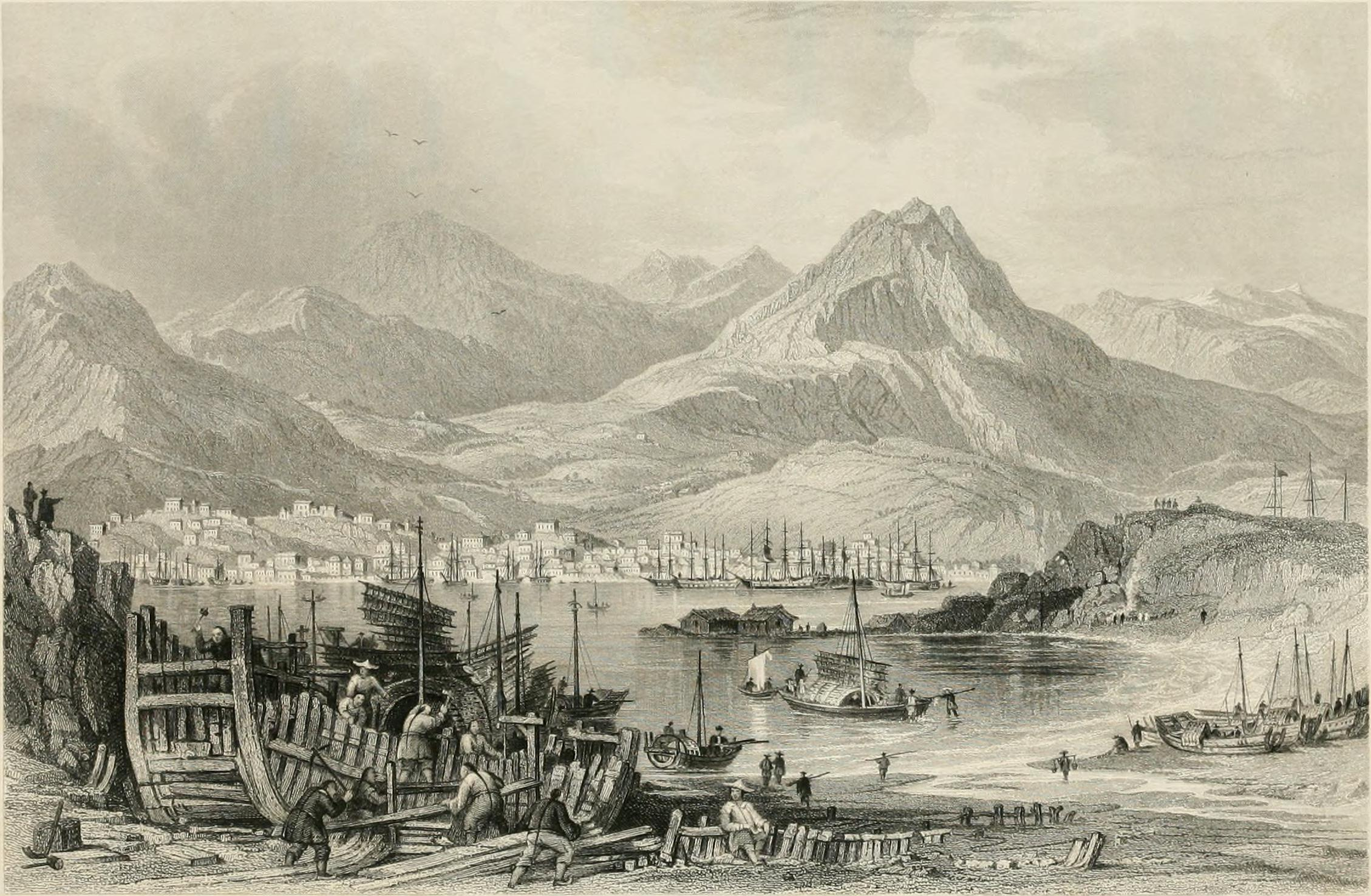
1841年，從九龍眺望香港島

9月4日，查理·义律乘坐裝有14門大炮以及糧食的独桅纵帆船路易莎號來到九龙，隨行的有裝有6門大炮的双桅纵帆船Pearl 還有裝有1門大炮的窩拉疑號巡防艦。三艘船抵达后，他们遇到了三艘清廷船隻，試圖阻止查理·义律等人供應糧食。查理·义律派翻譯員郭士立乘小船前往清廷的船隻要求允許對英國人供應食品。清廷船上的官員表示，他们沒有權力授予商家對英國人出售食品，但愿意将英國人的訴求向上级报告。郭士立對清廷官員敷衍的態度非常不滿。然后清廷官員将他带到另一滿清官員賴恩爵所在的船上。
在那里，郭士立再次闡明英國人要求解除食品禁運的訴求。他還对清廷官員说，如果清廷不同意解除禁運，他們不會撤離。不久，清廷士兵下船，表示要前往附近的要塞將英國人訴求轉交給上級。在清廷要求英方提供所需物資的信息后，郭士立写了一份清单。後來他被告知當局依舊禁止英國人購買糧食，但会向英國人提供紧急需要的物資。郭士立認為这是清廷的“花招”，他們只是想腾出时间来设防。
在清廷官員拖延了五六个小时之后，查理·义律带着一堆人购买了粮食，但随后卻被清廷官員要求归还糧食。查理·义律听到此消息后，被徹底激怒。下午2点，查理·义律警告清廷官員，如果在半小时内未收到任何糧食，他们就会擊沉清廷船隻。当最後通牒時限已過而没有任何结果时，亨利·史密夫下令朝清廷船隻開火。 

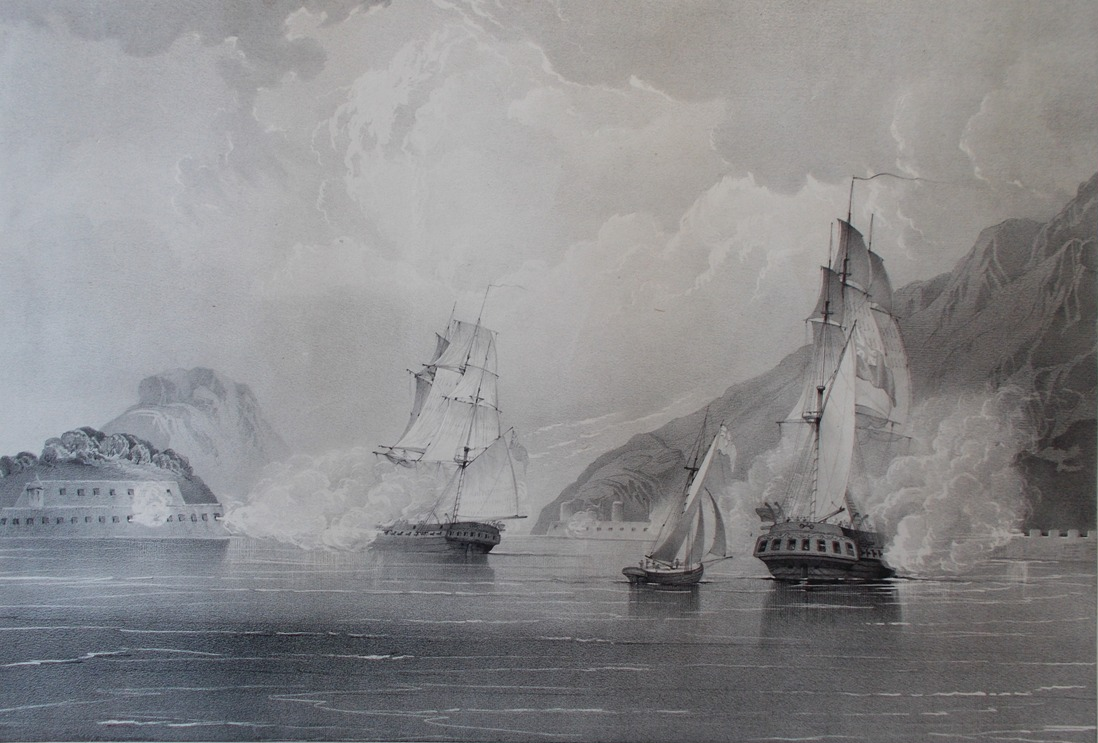
1834年的独桅纵帆船路易莎號（位於中間）

下午3:45，岸边的英國炮台也向清廷帆船开火。到下午4:30，路易莎號已经发射了104发炮彈。之後一度英軍弹药不足，暫且撤退，清廷船隻趁機追赶撤退的英國船只。在英軍补充了弹药之后，英國船隻返回參與戰鬥。
与此同时，英国的增援部队也到达了，其中包括由约瑟夫·亚伯拉罕·道格拉斯（Joseph Abraham Douglas）上尉指挥的东印度商船Cambridge。因此清廷船隻暫時撤退到先前的位置。战斗陷入僵局。隨著夜晚來臨，雙方结束了交战。第二天早上，清廷船隻撤離，查理·义律也没有選擇继续冲突。此次小規模戰鬥总共有3名英国人受伤。林則徐报告说有2名己方人员被杀，6人受伤。 

## 后果
傍晚，查理·义律和亨利·史密夫讨论了進一步擊沉清廷三艘船隻并在第二天部署人员进攻砲台的问题，但亨利·史密夫認為不要這麼做。查理·义律認為袭击将摧毁村庄并给居民造成巨大的伤害和刺激。
英国人在小规模冲突后開始能够購買粮食，但价格略高。清廷指挥官賴恩爵卻發出捷報，声称擊沉了一艘英国两桅舰船，并造成英方至少40至50人的伤亡。

## 備註
1. ↑  Hoe & Roebuck 1999, p. 91
2. ↑  Hanes & Sanello 2002, p. 61
3. ↑  Fay 1997, p. 171
4. ↑  Correspondence Relating to China 1840, p. 432
5. 1 2  Hoe & Roebuck 1999, p. 92
6. ↑  Correspondence Relating to China 1840, p. 433
7. ↑  Hanes & Sanello 2002, p. 62
8. ↑  The Chinese Repository, vol. 8, p. 216
9. ↑  Hanes & Sanello 2002, p. 63
10. ↑  Correspondence Relating to China 1840, p. 435
11. ↑  Hoe & Roebuck 1999, p. 93
12. 1 2 3  Correspondence Relating to China 1840, p. 446
13. ↑  Mao 2016, p. 116
14. ↑  Correspondence Relating to China 1840, p. 449
15. 1 2  Waley 1958, p. 70
16. 1 2  Hanes & Sanello 2002, p. 66
17. 1 2  Cameron 1991, pp. 21–22
18. ↑  Elleman 2001, p. 17
19. 1 2  Elleman 2001, p. 18
20. 1 2  Fay 1997, p. 175
21. 1 2  Correspondence Relating to China 1840, p. 447
22. ↑  Le Pichon 2006, p. 379
23. ↑  Chang 1964, p. 203
24. ↑  Elleman 2001, p. 15